# Manoroni
Manoroni ist ein Ortsteil des Ortes Hera im osttimoresischen Suco Hera (Verwaltungsamt Cristo Rei, Gemeinde Dili).

## Geographie
Manoroni bildet den Norden des Zentrums des Ortes Hera. Manoroni wird im Süden von der Avenida Hera begrenzt, im Norden liegt die Bucht von Hera und im Westen befindet sich das Flussbett des Flusses Hahics, der aber nur in der Regenzeit Wasser führt. Manoroni liegt in der Aldeia Ailoc Laran. Die Grenze zur Aldeia Sucaer Laran bildet auch die Grenze von Manoroni.
An der Küste, östlich der Mündung des Hahics befinden sich der Hafen von Hera und der Marinestützpunkt.